# 데루테루보즈

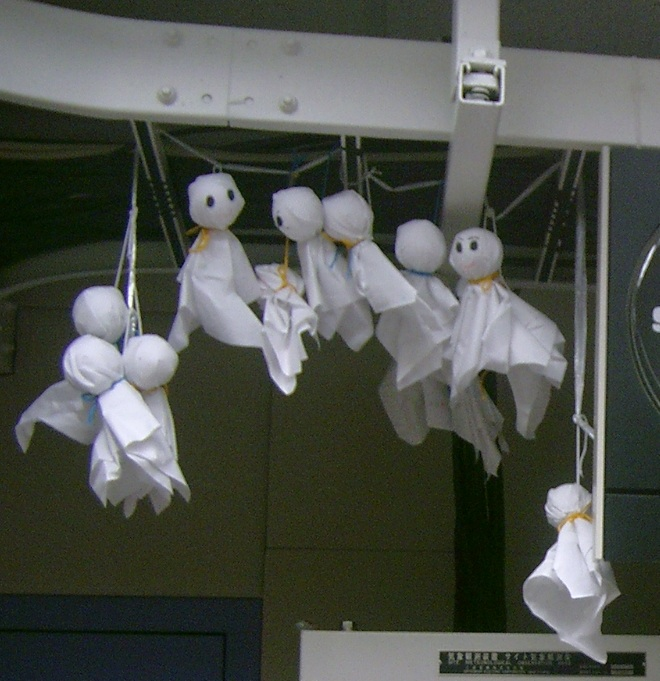

테루테루보즈(일본어: 照る照る坊主(てるてるぼうず))는 맑은 날씨를 불러온다는 일본의 인형이다. 하얀 색 천에 눈사람의 머리모양을 하고 있으며, 처마 밑에 걸어두면 날씨가 맑아진다는 속설때문에 비가 내리면 걸어둔다.
반대로 거꾸로 매달아 놓으면 비가 내린다고도 하여 이럴 때는 후레후레보즈, 아메아메보즈, 루테루테보즈따위의 이름으로 부른다. 테루테루보즈는 눈만 그려져 있는데, 눈외에 입과 코등 얼굴을 자세히 그리게 되면 역시 비가 내린다고 한다. 
테루테루보즈와 관련된 괴담도 존재하는데, 비가 많이 오던 한 일본의 마을에서 스님이 날씨를 맑게 해준다며 사람들에게 돈을 걷었지만 날씨가 맑아지지 않아 스님의 목을 쳐서 하얀천으로 감싸 어딘가에 걸어두었던 것에서 테루테루보즈가 유래되었다고 한다.

## 같이 보기
- 이케다정 (나가노현)